# القادر (آيوا)
القادر (بالإنجليزية: Elkader)‏ هي مدينة بمقاطعة كلايتون آيوا بالولايات المتحدة الأمريكية. انخفض عدد سكان المدينة إلى 1273 نسمة في تعداد عام 2010 مقارنة بـ 1465 في تعداد عام 2000. وهي مقر المقاطعة في مقاطعة كلايتون.

## التركيبة السكانية
قام مكتب تعداد الولايات المتحدة بتحديد بيانات التركيبة السكانية لالقادر في تعداد الولايات المتحدة. في ما يلي، التركيبة السكانية حسب تعدادي 2000 و2010.

### تعداد عام 2000
بلغ عدد سكان القادر 1,465 نسمة بحسب تعداد عام 2000، وبلغ عدد الأسر 645 أسرة وعدد العائلات 403 عائلة مقيمة في المدينة. في حين سجلت الكثافة السكانية 1,049.0 نسمة لكل ميل مربع (405.0/كم2). وبلغ عدد الوحدات السكنية 693 وحدة بمتوسط كثافة قدره 496.2 نسمة لكل ميل مربع (191.6/كم2).
وتوزع التركيب العرقي للمدينة بنسبة 99.25% من البيض و 0.07% من الأمريكيين الأصليين و 0.20% من الأمريكيين الأفارقة و 0.48% من عرقين مختلطين أو أكثر.
بلغ عدد الأسر 645 أسرة كانت نسبة 23.6% منها لديها أطفال تحت سن الثامنة عشر تعيش معهم، وبلغت نسبة الأزواج القاطنين مع بعضهم البعض 53.8% من أصل المجموع الكلي للأسر، ونسبة 6.5% من الأسر كان لديها معيلات من الإناث دون وجود شريك، وكانت نسبة 37.4% من غير العائلات. تألفت نسبة 35.0% من أصل جميع الأسر من أفراد ونسبة 20.9% كانوا يعيش معهم شخص وحيد يبلغ من العمر 65 عاماً فما فوق. وبلغ متوسط حجم الأسرة المعيشية 2.77، أما متوسط حجم العائلات فبلغ 2.16.
بلغ العمر الوسطي للسكان 45 عاماً. وكانت نسبة 5.1% بين الثامنة عشر والأربعة وعشرون عاماً، ونسبة 23.5% كانت واقعةً في الفئة العمرية ما بين الخامسة والعشرون حتى والأربعة وأربعون عاماً، ونسبة 23.8% كانت ما بين الخامسة والأربعون حتى الرابعة والستون، ونسبة 27.0% كانت ضمن فئة الخامسة والستون عاماً فما فوق. يوجد لكل 100 أنثى 80.4 ذكر، ويوجد لكل 100 أنثى في الثامنة عشر من عمرها فما فوق 77.6 ذكر.
بلغ متوسط دخل الأسرة في المدينة 32,857 دولار، أما متوسط دخل العائلة فبلغ 41,830 دولار. وكان متوسط دخل الذكور 28,235 دولار مقابل 19,550 دولار للإناث. وسجل دخل الفرد الخاص بالمدينة 16,785 دولار. وكانت نسبة 2.7% من العائلات ونسبة 5.2% من السكان تحت خط الفقر، وكان من هؤلاء نسبة 4.3% تحت سن الثامنة عشر ونسبة 8.5% في الخامسة والستين من العمر وما فوق.

### تعداد عام 2010
بلغ عدد سكان القادر 1,273 نسمة بحسب تعداد عام 2010، وبلغ عدد الأسر 577 أسرة وعدد العائلات 342 عائلة مقيمة في المدينة. في حين سجلت الكثافة السكانية 915.8 نسمة لكل ميل مربع (353.6/كم2). وبلغ عدد الوحدات السكنية 627 وحدة بمتوسط كثافة قدره 451.1 لكل ميل مربع (174.2/كم2).
وتوزع التركيب العرقي للمدينة بنسبة 98.7% من البيض و 0.3% من الأمريكيين الأصليين و 0.2% من الأمريكيين ذوي الأصول الآسيوية و 0.1% من الأمريكيين الأفارقة و 0.7% من عرقين مختلطين أو أكثر.
بلغ عدد الأسر 577 أسرة كانت نسبة 23.6% منها لديها أطفال تحت سن الثامنة عشر تعيش معهم، وبلغت نسبة الأزواج القاطنين مع بعضهم البعض 50.6% من أصل المجموع الكلي للأسر، ونسبة 5.9% من الأسر كان لديها معيلات من الإناث دون وجود شريك، بينما كانت نسبة 2.8% من الأسر لديها معيلون من الذكور دون وجود شريكة وكانت نسبة 40.7% من غير العائلات. تألفت نسبة 35.7% من أصل جميع الأسر من أفراد ونسبة 16.8% كانوا يعيش معهم شخص وحيد يبلغ من العمر 65 عاماً فما فوق. وبلغ متوسط حجم الأسرة المعيشية 2.73، أما متوسط حجم العائلات فبلغ 2.10.
بلغ العمر الوسطي للسكان 49.8 عاماً. وكانت نسبة 18.9% من القاطنين تحت سن الثامنة عشر، وكانت نسبة 5.5% بين الثامنة عشر والأربعة وعشرون عاماً، ونسبة 19% كانت واقعةً في الفئة العمرية ما بين الخامسة والعشرون حتى والأربعة وأربعون عاماً، ونسبة 32.4% كانت ما بين الخامسة والأربعون حتى الرابعة والستون، ونسبة 24.4% كانت ضمن فئة الخامسة والستون عاماً فما فوق. وتوزع التركيب الجنسي للسكان بنسبة 46.2% ذكور و53.8% إناث.

## التاريخ
كانت إليشا بوردمان وهوراس برونسون المزارعين الأوائل الذين استقروا في عام 1836 على نهر تركيا في المنطقة القريبة من بلدة القادر، كان برونسون رفقة مزارعي المنطقة من شيد أولى المدارس.
في عام 1846 وعندما كان التجمع ينشأ صمم تيموثي ديفيز وجون تومسون وسيج تشيستر خطة لبناء كنيسة ما إن تأسست رسميا في يونيو 1846، ليقرر الثلاثة فيما بعد تسميت التجمع نسبة إلى القائد الجزائري الأمير عبد القادر الذي كان يقود شعبه في مقاومة شرسة ضد للاستعمار الفرنسي الذي استولى على الجزائر.
في العام الموالي كان في المدينة مطحنة دقيق ومتجر عام وفي عام 1856 تزايد عدد المحلات وبلغ عدد السكان المستقرين 500 نسمة. في العقود الأولى لتأسيس القادر تنافست مع مجتمعات غارنافيوا وغوتنبرغ المجاورة لتكون المركز الإداري للمقاطعة. منذ العام 1880 أصبح القادر مقر المقاطعة النهائي في مقاطعة كلايتون. في عام 1886 كان للبلدة اتصال بالسكك الحديدية مع ميلواكي وفي عام 1888 بدأ إنشاء جسر فوق نهر تركيا. عام 1891 حصلت على لقب مجتمع ناشئ. بحلول عام 1900 بلغ عدد سكان بلدة القادر 1300 نسمة وأربع صحف يومية منها واحدة تصدر باللغة الألمانية.
كانت القادر واحدة من العديد من المدن المتضررة في أيوا إثر طوفان أيوا العظيم لعام 2008، مع فيضان نهر تركيا الذي وصل إلى مستويات تاريخية.

## الجغرافيا
وفقاً لمكتب تعداد الولايات المتحدة فإن المساحة الإجمالية للمدينة تبلغ 1.4 ميل مربع (3.6 كم مربع)

## النمو السكاني
اعتبارا لإحصاء 2000 بلغ عدد سكان المدينة 1465 شخص منها 645 زيجة و403 أسرة مقيمة وبلغت الكثافة السكانية 1046.0 نسمة لكل ميل مربع (406.9/كم مربع).
تتكون البنية العنصرية للمدينة من:
- 99.25٪ من البيض.
- 0.20٪ من الأميركيين من أصول إفريقية.
- 0.07٪ أمريكيون أصليون.
- 0.48٪ من جنسين أو أكثر.
- 0.07٪ أصول إسبانية أو لاتينية.

هناك 645 عائلة من بينها 23.6٪ لها أطفال أقل من 18 سنة يعيشون معهم، 53.8٪ من المتزوجين يعيشون معا، 6.5٪ أمهات عازبات، 37.4٪ لا أسر لهم.
35.0 ٪ من المنازل هي سكنات فردية و20.9٪ بها شخص يعيش وحيدا وعمره 65 سنة أو أكثر.
في المدينة بلغت نسبة السكان:
- 20.6 % أقل من سن 18 عاما.
- 5.1 % من 18 حتى 24.
- 23.5 % من 25 حتي 44.
- 23.8 % من 45 حتى 64.
- 27.0 % بلغوا 65 سنة من العمر أو أكثر.

بلغ متوسط العمر 45 سنة، ولكل 100 أنثى هناك 80,4 ذكر في حين لكل 100 أنثى بلغت سن 18 أو أكثر هناك 77.6 ذكر فقط.

## روابط المدينة مع الجزائر
- بعد الفيضانات الشديدة التي ضربت في صيف عام 2008 شمال شرق ولاية ايوا لتصل بمياه نهر تركيا إلى مستوى تاريخي غمر الجسر ثم جزء كبير من وسط المدينة.، تبرعت الحكومة الجزائرية تحت قيادة عبد العزيز بوتفليقة بـ 150,000 دولار لإعادة الإعمار.[10][11]
- أطلق اسم متنزه معسكر على إحدى متنزهات البلدية.[12]

## المدن الشقيقة
- معسكر، الجزائر

تجمع القادر توأمة منذ عام 1984 مع مدينة معسكر الجزائرية، والتي كانت لفترة من الزمن عاصمة الأمير عبد القادر.

## ألبوم الصور

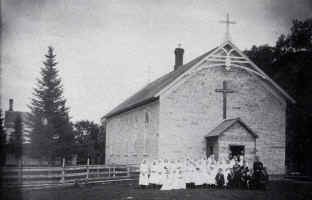
كنيسة القديس جوزيف خلال القرن التاسع عشر
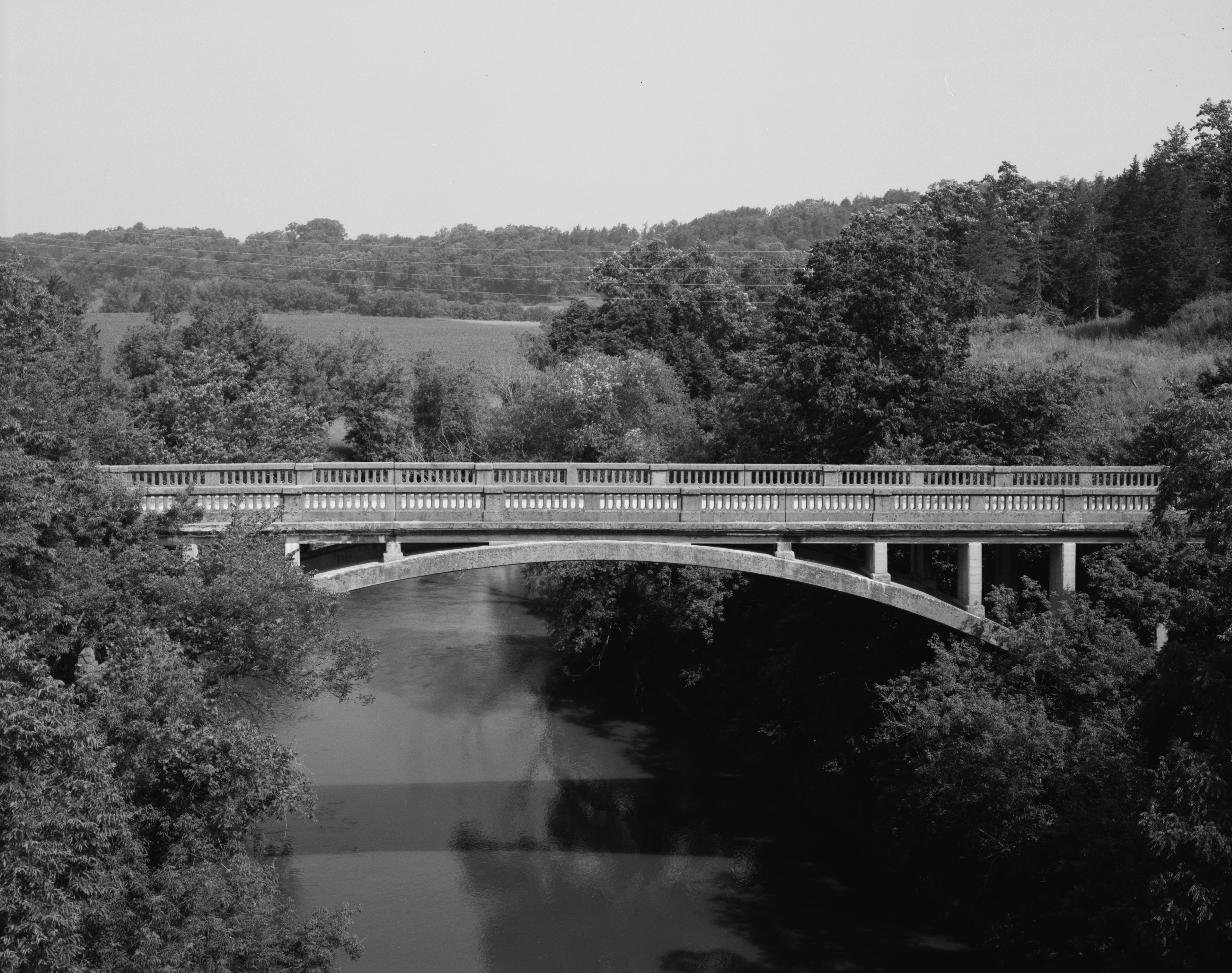
جسر المدينة
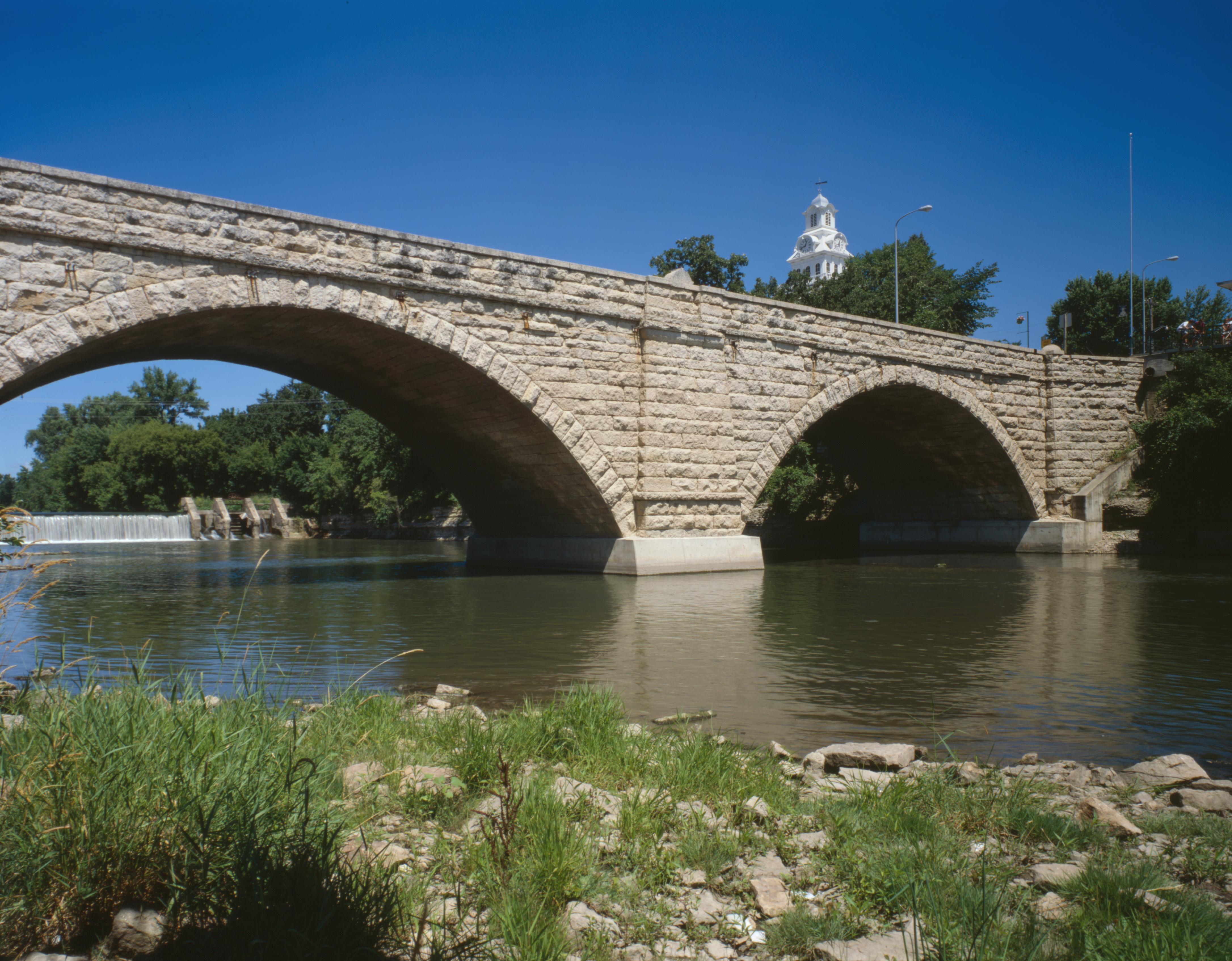
جسر المدينة المار فوق نهر تركيا